# Dekanat Tłuszcz
Dekanat Tłuszcz – dekanat diecezji warszawsko-praskiej wchodzącej w skład metropolii warszawskiej.

## Parafie dekanatu Tłuszcz
- Parafia Błogosławionych Męczenników Podlaskich w Tłuszczu, proboszcz: ks. Jacek Turek

ul. Klonowa 2, 05-240 Tłuszcz
- Parafia Przemienienia Pańskiego w Tłuszczu, proboszcz: ks. Dariusz Skwarski

ul. Kościelna 7, 05-240 Tłuszcz
- Parafia św. Stanisława w Postoliskach, proboszcz: ks. dr Waldemar Sierpiński

pl. 3 maja 17, 05-240 Tłuszcz
- Parafia św. Jana Chrzciciela w Miąsem, proboszcz: ks. Robert Pogorzelski

ul. kard. Stefana Wyszyńskiego 31, 05-240 Tłuszcz
- Parafia Narodzenia Pańskiego w Jasienicy, proboszcz: ks. Krzysztof Kozera

ul. Kościelna 2, 05-240 Tłuszcz
- Parafia św. Józefa Oblubieńca Najświętszej Maryi Panny we Franciszkowie, proboszcz: ks. kan. Jerzy Chyła

Franciszków 68, 05-240 Tłuszcz